# 13609 Lewicki
13609 Lewicki è un asteroide della fascia principale. Scoperto nel 1994, presenta un'orbita caratterizzata da un semiasse maggiore pari a 2,4719604 UA e da un'eccentricità di 0,0701627, inclinata di 2,15488° rispetto all'eclittica.